# Kōji Morisaki
Kōji Morisaki (森﨑 浩司?, Morisaki Kōji; Hiroshima, 9 maggio 1981) è un ex calciatore giapponese, di ruolo centrocampista.
Per tutta la sua carriera ha giocato nel Sanfrecce Hiroshima.

## Biografia
Nato a Hiroshima il 9 maggio 1981, ha un fratello gemello di nome Kazuyuki, anch'esso giocatore del Sanfrecce Hiroshima di ruolo centrocampista

## Carriera

### Club
Inizia la sua carriera nel 1997, nelle giovanili del Sanfrecce, dal 2000 diventa un giocatore della prima squadra sempre con i Sanfrecce. Fino ad allora ha sempre militato nella stessa squadra con un bottino in carriera di 335 presenze e 65 gol.
Il 29 ottobre 2016, in una partita di campionato contro l'Avispa Fukuoka (4-1), annuncia il suo ritiro come calciatore

### Nazionale
Fa parte della Nazionale Under-23 di calcio del Giappone dal 2003. Partecipa al Campionato mondiale di calcio 2001 e ai Giochi Olimpici Estivi 2004

## Statistiche

### Presenze e reti nei club
| Stagione         | Squadra          | Campionato       | Campionato | Campionato | Coppe nazionali | Coppe nazionali | Coppe nazionali | Coppe continentali | Coppe continentali | Coppe continentali | Altre coppe | Altre coppe | Altre coppe | Totale | Totale |
| Stagione         | Squadra          | Comp             | Pres       | Reti       | Comp            | Pres            | Reti            | Comp               | Pres               | Reti               | Comp        | Pres        | Reti        | Pres   | Reti   |
| ---------------- | ---------------- | ---------------- | ---------- | ---------- | --------------- | --------------- | --------------- | ------------------ | ------------------ | ------------------ | ----------- | ----------- | ----------- | ------ | ------ |
| 2004             | Sanfrecce        | J-League D1      | 8          | 4          | CJL             | 0               | 0               | AFC-CL             | 0                  | 0                  | EC          | 0           | 0           | 8      | 4      |
| 2005             | Sanfrecce        | J-League D1      | 10         | 1          | CJL             | 0               | 0               | AFC-CL             | 0                  | 0                  | EC          | 0           | 0           | 10     | 1      |
| 2006             | Sanfrecce        | J-League D1      | 24         | 3          | CJL             | 0               | 0               | AFC-CL             | 0                  | 0                  | EC          | 0           | 0           | 24     | 3      |
| 2007             | Sanfrecce        | J-League D1      | 31         | 2          | CJL             | 6               | 0               | AFC-CL             | 0                  | 0                  | EC          | 0           | 0           | 37     | 2      |
| 2008             | Sanfrecce        | J-League D2      | 40         | 14         | CJL             | 0               | 0               | AFC-CL             | 0                  | 0                  | EC          | 0           | 0           | 40     | 14     |
| 2009             | Sanfrecce        | J-League D1      | 3          | 0          | CJL             | 0               | 0               | AFC-CL             | 0                  | 0                  | EC          | 0           | 0           | 3      | 0      |
| 2010             | Sanfrecce        | J-League D1      | 27         | 3          | CJL             | 3               | 1               | AFC-CL             | 4                  | 1                  | EC          | 0           | 0           | 34     | 5      |
| 2011             | Sanfrecce        | J-League D1      | 30         | 5          | CJL             | 2               | 0               | AFC-CL             | 0                  | 0                  | EC          | 1           | 0           | 33     | 5      |
| 2012             | Sanfrecce        | J-League D1      | 28         | 7          | CJL             | 5               | 2               | AFC-CL             | 0                  | 0                  | EC          | 1           | 0           | 34     | 9      |
| 2013             | Sanfrecce        | J-League D1      | 6          | 1          | CJL             | 0               | 0               | AFC-CL             | 1                  | 0                  | EC          | 0           | 0           | 7      | 1      |
| 2014             | Sanfrecce        | J-League D1      | 21         | 1          | CJL             | 4               | 0               | AFC-CL             | 2                  | 0                  | EC          | 2           | 0           | 29     | 1      |
| 2015             | Sanfrecce        | J1               | 9          | 1          | CJL             | 3               | 0               | AFC-CL             | 0                  | 0                  | EC          | 0           | 0           | 12     | 1      |
| Totale Sanfrecce | Totale Sanfrecce | Totale Sanfrecce | 237        | 42         |                 | 23              | 3               |                    | 7                  | 1                  |             | 4           | 0           | 271    | 46     |
| Totale Carriera  | Totale Carriera  | Totale Carriera  | 237        | 42         |                 | 23              | 3               |                    | 7                  | 1                  |             | 4           | 0           | 271    | 46     |

### Cronologia presenze e reti in nazionale
| Cronologia completa delle presenze e delle reti in nazionale ― Giappone olimpica | Cronologia completa delle presenze e delle reti in nazionale ― Giappone olimpica | Cronologia completa delle presenze e delle reti in nazionale ― Giappone olimpica | Cronologia completa delle presenze e delle reti in nazionale ― Giappone olimpica | Cronologia completa delle presenze e delle reti in nazionale ― Giappone olimpica | Cronologia completa delle presenze e delle reti in nazionale ― Giappone olimpica | Cronologia completa delle presenze e delle reti in nazionale ― Giappone olimpica | Cronologia completa delle presenze e delle reti in nazionale ― Giappone olimpica |
| Data                                                                             | Città                                                                            | In casa                                                                          | Risultato                                                                        | Ospiti                                                                           | Competizione                                                                     | Reti                                                                             | Note                                                                             |
| -------------------------------------------------------------------------------- | -------------------------------------------------------------------------------- | -------------------------------------------------------------------------------- | -------------------------------------------------------------------------------- | -------------------------------------------------------------------------------- | -------------------------------------------------------------------------------- | -------------------------------------------------------------------------------- | -------------------------------------------------------------------------------- |
| 12-8-2004                                                                        | Salonicco                                                                        | Paraguay olimpica                                                                | 4 – 3                                                                            | Giappone olimpica                                                                | Olimpiadi 2004 - 1º turno                                                        | -                                                                                | 66’                                                                              |
| 15-8-2004                                                                        | Volos                                                                            | Giappone olimpica                                                                | 2 – 3                                                                            | Italia olimpica                                                                  | Olimpiadi 2004 - 1º turno                                                        | -                                                                                | 76’                                                                              |
| 18-8-2004                                                                        | Volos                                                                            | Giappone olimpica                                                                | 1 – 0                                                                            | Ghana olimpica                                                                   | Olimpiadi 2004 - 1º turno                                                        | -                                                                                | 23’                                                                              |
| Totale                                                                           |                                                                                  | Presenze                                                                         | 3                                                                                |                                                                                  | Reti                                                                             | 0                                                                                |                                                                                  |